# Graphisme d'information en France

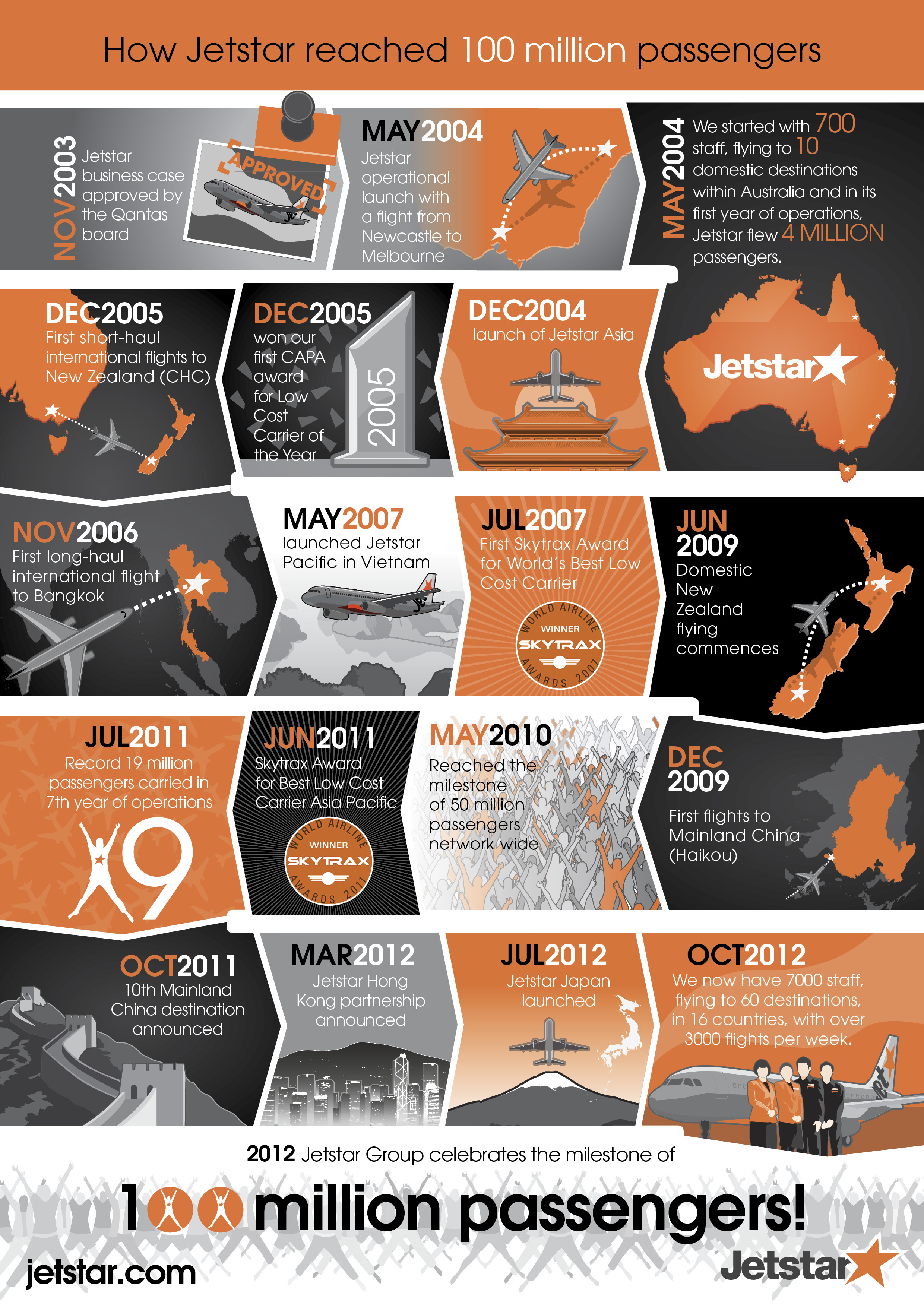
Graphique d'information expliquant comme Jetstar a transporté 100 millions de passagers en à peine plus de huit ans.

L’infographie de presse est le domaine professionnel ayant pour objet les graphiques destinés à mettre en image des informations généralement statistiques au moyen de diagrammes associés à des dessins. Les formes les plus répandues de diagrammes sont les histogrammes, les diagrammes circulaires (ou en camembert), en bâtons ou encore en araignée. Mais elle s'illustre également sous forme de cartes, de schémas ou de toute image servant à synthétiser des informations. L'infographie de presse, dans sa partie illustrative de l'information, s'est substituée au métier de reporter-dessinateur dès le début des années 1980.

## Historique

### Les débuts
La première agence de presse d'infographie a été créée à Paris en 1979 par Jacques Solomiac et Philippe Ovens. Elle s'appelait INGRES (Informations Graphiques et Économiques). Cette agence a été la première agence d'information visuelle inscrite à la Commission paritaire des agences de presse.
Le travail de l'agence INGRES consistait à transcrire en visuels des informations majoritairement économiques et financières. Sur commande, l'Agence fournissait aux journaux des graphiques, cartes, illustrations, se rapportant à l'actualité. Le traitement graphique était réalisé « à la main » sur le principe du dessin industriel pour les graphiques et du dessin pour les illustrations et les cartes. INGRES employait deux reporters dessinateurs, une statisticienne, un illustrateur et faisait appel à des « free-lance ». INGRES fournissait en graphiques cartes et illustrations une dizaine de journaux parisiens : Le Figaro, Les Échos, Le journal des finances…
En 1983, Jacques Solomiac, fonde avec sa famille l'Agence IDE (Information Documentation Études). Cette agence de presse sera leader du marché national d'infographie pendant plus de dix ans avec une équipe de plus de vingt professionnels : journalistes, illustrateurs et cartographes. 
IDE a travaillé pour plus de 80 titres de la presse française tous rythmes d'édition confondus : presse quotidienne régionale (PQR) et nationale (PQN), presse spécialisée et institutionnelle (publications de l'INSEE par exemple).
L'atout principal de IDE était sa considérable base de données économique, financière et boursière constituée par Jacques Solomiac. Cette base comportait des historiques très détaillés sur les valeurs de bourses cotées en France et sur les principales places (New York, Londres, Francfort, Milan ...) mais aussi les matières premières cotées sur les principaux marchés mondiaux et les cours de change croisés. Avec cette base de données, l'agence fournissait un service complet à son client : l'information et son traitement graphique.
IDE a vécu la mutation de l'arrivée des premiers ordinateurs. En 1985, l'agence a fait l'acquisition de son premier ordinateur : un HP 150 à écran tactile, pour gérer une partie de ses bases de données. 
Ce sera trois ans plus tard avec la création de l'AFP infographie, sa première concurrente, que IDE passera le cap et se dotera d'importants moyens informatiques et d'une flasheuse.

### À partir de 1990 les agences d'infographie se multiplient
INGRES a été la première. IDE a montré la voie d'un modèle économique solide pour ce nouveau métier. Après l'AFP qui diversifie son offre en 1988, Jean Schalit crée, en 1990, en même temps que le journal La Truffe, l'agence d'infographie JSI (Jean Schalit Infographie). Puis, en 1992 c'est la création de l'agence d'infographie WAG par deux anciens du journal Libération. En 1994, Art Presse est créée par Antoine Mazelier, qui seconda Jacques Solomiac, comme secrétaire général de l'agence IDE, jusqu'en 1993.

## Métier
Du point de vue des qualifications en presse, l'infographiste accédera ou non, selon les circonstances, à la fonction de rédacteur graphiste (permanent ou pigiste). Cette qualification, qui donne accès au statut de journaliste (donc assimilé cadre et titulaire de la carte de presse, la carte d'identité des journalistes professionnels délivrée par une commission paritaire), est généralement réservée à des créatifs réalisant et exécutant des mises en pages et parfois des illustrations, infographiques ou illustratives.

## Éducation
Les infographies servent parfois à l'école pour analyser les signes qu'elles contiennent et/ou pour travailler la proportionnalité. Plusieurs articles de recherche rendent compte de telles activités pédagogiques.
- Jacques Kerneis et Jérôme Santini, « Les infographies de presse à l’école : des effets de contextes à travers une étude socio-didactique comparatiste », Recherches en éducation, no 22,‎ 2015 (lire en ligne, consulté le 14 novembre 2022)

- Jacques Kerneis, « Des obstacles au développement de compétences en lecture d’infographies de presse », Recherches en communication,‎ 2012, p. 67-82. (lire en ligne, consulté le 14 novembre 2022)